# Kemar Lawrence
Kemar Michael Lawrence (Kingston, 1992. szeptember 17. –) jamaicai labdarúgó, az amerikai New York Red Bulls hátvédje.